# Monte Muhabura
O monte Muhabura (quiniaruanda:  Ikirunga cya Muhabura) ou monte Muhavura é um vulcão extinto localizado sobre a fronteira Ruanda-Uganda. Tem 4127  m de altitude e 1530 m de proeminência topográfica. 
O Muhabura é o terceiro pico mais alto das oito principais montanhas da sua cordilheira, que é parte do Rift Albertino, o ramo ocidental do Rift da África Oriental. O Muhabura situa-se parcialmente no Parque Nacional dos Vulcões, no Ruanda, e parcialmente no Parque Nacional dos Gorilas de Mgahinga, no Uganda. A montanha pode ser subida num dia, do lado ugandês.

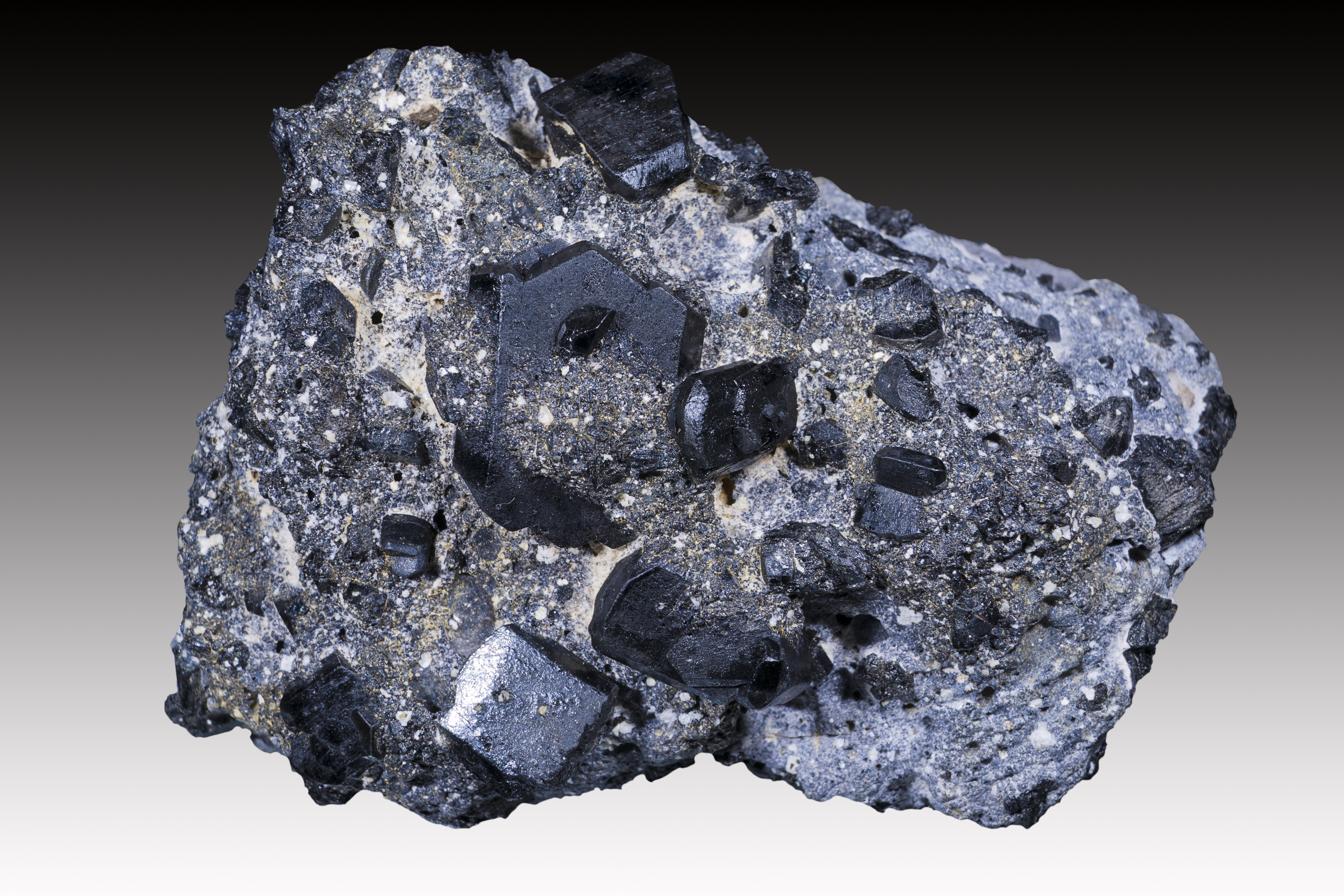
Augite do Muhabura